# Blake Lewis
Blake Colin Lewis (Redmond, 21 giugno 1981) è un cantante statunitense.

## Biografia
Blake Lewis ha preso parte ed è arrivato secondo nella sesta edizione del programma televisivo American Idol. Inoltre, è noto per una sua cover del brano You Give Love a Bad Name dei Bon Jovi.
Il suo primo album A.D.D. (Audio Day Dream) è stato pubblicato il 4 dicembre 2007 dalla 19 Recordings/Arista Records. Nell'ottobre 2007 aveva lanciato il singolo Break Anotha.
Il suo secondo lavoro, invece, Heartbreak on Vinyl, è uscito nell'ottobre 2009 per la Tommy Boy Records ed è stato anticipato dal singolo Sad Song, pubblicato nel luglio 2009.
Il suo terzo disco è stato pubblicato in maniera indipendente nel maggio 2014.

## Discografia
Album
- 2007 - A.D.D. (Audio Day Dream)
- 2009 - Heartbreak on Vinyl
- 2014 - Portrait of a Chameleon

EP
- 2007 - Blake Lewis